# Wells (Teksas)
Wells – miasto w Stanach Zjednoczonych, w stanie Teksas, w hrabstwie Cherokee.